# مصطفى شعبان
مصطفى شعبان (مواليد 19 مايو 1970) هو ممثل مصري، شارك في العديد من الأعمال، بدأ مشواره الفني عام 1992 من خلال مشاركته في مسرحية بالعربي الفصيح، أصبح لاحقًا واحدًا من نجوم الدراما المصرية، حيث لعب دور البطولة في أغلب الأعمال التي شارك بها.

## عن حياته
وُلد مصطفى شعبان في 19 مايو 1970 في القاهرة. تخرج من كلية الإعلام قسم العلاقات العامة والإعلان في جامعة القاهرة.
بدأ مصطفى شعبان مشواره الفني من خلال العمل كمخرج بالمسرح الجامعي حيث عرضت له مسرحية ضمن مهرجان «الفنون المسرحية» في فرنسا، التي لاقت نجاحاً كبيراً، فقرر إخراج مسرحية أخرى حصلت على جائزة أفضل مخرج في مسابقة الجامعات.
أول تجربة له في التمثيل كانت من خلال مسرحية «بالعربي الفصيح» مع الفنان «محمد صبحي» عام 1992، وعلى الرغم من نجاحه كمخرج إلا أنه قرر التفرغ للتمثيل.
ظهر مصطفى شعبان لأول مرة على شاشة السينما في دور صغير لا يتعدى 8 مشاهد مع المخرج «زكي فطين عبد الوهاب» في فيلم «رومانتيكا» 1996، تلاه فيلم القبطان في 1997 ثم حصل على جائزة أحسن ممثل عن فيلم «فتاة من إسرائيل» عام 1999 وفيلم «الشرف» عام 2000 لينطلق بعد ذلك في 2001 بمجموعة أعمال كان أشهرها مسلسل «عائلة الحاج متولي» مع الفنان «نور الشريف» وفيلم «سكوت حنصور» مع «لطيفة التونسية» وفيلم «إتفرج يا سلام».
استطاع من خلال أدواره المتنوعة بين السياسي المناضل والشاب، من أن يجذب إليه أنظار النقاد والجماهير حتى أصبح إسمه ينافس أسماء نجوم جيله من الشباب خاصة عقب حصوله على دور البطولة في فيلم «النعامة والطاووس» مع الفنانة بسمة، عام 2002 والذي كان بمثابة الانطلاقة الحقيقية لعالم الشهرة.

## أعماله

### الأفلام
| السنة | الفيلم           | الشخصية               |
| ----- | ---------------- | --------------------- |
| 1996  | رومانتيكا        | باولو                 |
| 1997  | القبطان          | سامي                  |
| 1998  | حائط البطولات    | عسكري مصري            |
| 1999  | فتاة من إسرائيل. | وائل                  |
| 2000  | الشرف            | عامر بركات أبو عامر   |
| 2001  | اتفرج ياسلام     | هشام                  |
| 2001  | سكوت حنصور       | ناصر                  |
| 2002  | النعامة والطاووس | حمدي                  |
| 2002  | مافيا            | كابتن حسام/زين التاجي |
| 2002  | خلي الدماغ صاحي  | كامل                  |
| 2005  | فتح عينيك        | علي                   |
| 2005  | أحلام عمرنا      | خالد                  |
| 2007  | كود 36           | شريف                  |
| 2007  | جوبا             | يوسف العمري           |
| 2010  | الوتر            | الرائد محمد سليم      |
| 2019  | كازابلانكا       | ضيف شرف               |

### المسلسلات
| السنة | المسلسل           | الشخصية                |
| ----- | ----------------- | ---------------------- |
| 1999  | أحلام مؤجلة       |                        |
| 2000  | الحلم والألم      |                        |
| 2001  | عائلة الحاج متولي | سعيد                   |
| 2005  | العميل 1001       | عمرو / موسى            |
| 2006  | توتو وبيجاما      | توتو                   |
| 2008  | نسيم الروح        | سعد                    |
| 2010  | العار             | مختار                  |
| 2011  | الزناتي مجاهد     | ضيف شرف                |
| 2012  | الزوجة الرابعة    | فواز                   |
| 2013  | مزاج الخير        | خميس / أفندينا         |
| 2014  | دكتور أمراض نسا   | عمر                    |
| 2015  | مولانا العاشق     | سلطان أبو غزالة        |
| 2016  | أبو البنات        | فارس حظو               |
| 2017  | اللهم إني صائم    | علي/ حافظ/ ليني/ سيدنا |
| 2018  | أيوب              | أيوب                   |
| 2019  | أبو جبل           | حسن أبو جبل            |
| 2021  | ملوك الجدعنة      | سفينة                  |
| 2022  | دايما عامر        | عامر                   |
| 2023  | بابا المجال       | زين                    |
| 2024  | المعلم            | المعلم حامد            |
| 2024  | تارا              | ضيف شرف                |
| 2025  | حكيم باشا         | حكيم                   |

### البرامج
- 2010: 1 ضد 100 (تقديم)

## وصلات خارجية
- مصطفى شعبان على موقع IMDb (الإنجليزية)
- مصطفى شعبان على موقع الدهليز
- مصطفى شعبان على موقع قاعدة بيانات الأفلام العربية
- مصطفى شعبان على موقع قاعدة بيانات الفيلم (الإنجليزية)